# National Bibliography Number
Il National Bibliography Number (NBN) è un namespace basato sullo standard URN RFC 2141 e definito dall'RFC 3188. Lo standard prevede che la responsabilità del namespace sia di pertinenza delle biblioteche nazionali di ogni paese. Questo standard consente di creare degli identificativi persistenti per le risorse digitali su Internet. NBN nasce come sistema di identificazione per quelle risorse digitali che non hanno in generale un sistema di riferimento associato, come la digitalizzaione del manoscritto antico, ecc. ma può evidentemente essere esteso a tutte le risorse di valenza scientifica e culturale.
La flessibilità di implementazione prevista dallo standard e l'autorevolezza derivata dal tipo di istituzione preposta alla sua gestione (le biblioteche nazionali), consentono di estendere il concetto di identificazione a quello di certificazione delle risorse. NBN può quindi essere usato come strumento per certificare le risorse digitali in particolare quelle scientifiche e culturali mantenute dalle digital library di istituzioni come università, archivi, musei e biblioteche.

## NBN in Italia
Il progetto NBN Italia (NBN:IT) ha inteso realizzare un servizio di identificazione persistente basato sullo
standard NBN che assegna alle biblioteche nazionali la responsabilità esclusiva della gestione del
sottodominio nazionale NBN:IT.
Partendo dall'attuale orientamento per i sistemi NBN derivato da progetti come PersID, da report come
CENL Task Force on Persistent Identifiers [CENL, 2007] e dalle raccomandazioni contenute ne The
National Libraries Resolver Discovery Service [CENL], dove se ne sottolinea il ruolo a supporto della digital
preservation, in Italia si è consolidata l'idea di legare NBN:IT ad un servizio che è istituzionalmente affidato
alle biblioteche nazionali: il deposito legale.
L'iniziativa NBN vede oggi coinvolti il consorzio di Magazzini Digitali per il deposito legale composto dalla Biblioteca
Nazionale Centrale di Firenze (BNCF), la Biblioteca Nazionale Centrale di Roma (BNCR), la Biblioteca
Nazionale Marciana di Venezia e la Fondazione Rinascimento Digitale (FRD) e la Conferenza dei Rettori
delle Università Italiane (CRUI) che sovraintende la sperimentazione con le tesi di dottorato.
Attualmente il progetto NBN è in fase avanzata di sviluppo e i suoi principali obiettivi possono essere
riassunti nei seguenti punti:
1. la creazione di un registro nazionale di nomi stabile e affidabile come strumento a supporto del deposito legale per la certificazione degli oggetti digitali prodotti dalle istituzioni culturali, scientifiche ed educative,
2. l'accesso permanente alle risorse digitali prodotte dalle istituzioni culturali italiane, incluso il materiale digitalizzato o non ancora pubblicato,
3. la condivisione di politiche per la conservazione di lungo periodo degli oggetti digitali,
4. la sostenibilità dei costi del servizio e le responsabilità di gestione dei nomi da parte delle istituzioni.